# 1235 (アルバム)
『1235』（イチニーサンゴー）はBase Ball Bearの1枚目のライブアルバム。

## 解説
初のライブアルバムであり、完全生産限定盤となっている。2010年1月3日に行われた日本武道館公演の模様を収録したライブDVD『LIVE;(THIS IS THE)BASE BALL BEAR. NIPPON BUDOUKAN 2010.01.03』と同時発売であり、同公演の翌日である1月4日に下北沢GARAGEで行われた「GARAGEのKOIDEさんNIGHT2」のライブ音源が収録されている。
アルバム名は、公演が行われた1月4日がメンバーの体感では12月が続いている感覚であった為、1月4日を12月35日と変換して名づけられた。
オリコンチャートの2010年3月29日付週間CDアルバムランキングでは4,684枚を売り上げ34位にランクインした。

## 収録曲

### DISC-1
1. 極彩色イマジネイション
2. スイミングガール
3. 彼氏彼女の関係
4. SCHOOL GIRL FANTASY
5. 抱きしめたい
6. 少女と鵺
7. ラビリンスへのタイミング
8. ホワイトワイライト
9. 17才
10. 愛してる
11. SAYONARA-NOSTALGIA

### DISC-2
1. レモンスカッシュ感覚
2. BREEEEZE GIRL
3. 真夏の条件
4. 海になりたい
  - ライブDVD『LIVE;(THIS IS THE)BASE BALL BEAR. NIPPON BUDOUKAN 2010.01.03』にこの曲のライブ映像が収録されている。
5. LOVE MATHEMATICS
6. changes
7. GIRL FRIEND（Encore）
8. ラストダンス（Encore）